# 고조시
고조시(일본어: 五條市 고조시[*])는 일본 나라현 중서부에 있는 시이다. 난와 지역의 중심도시이다.

## 지리
요시노강(와카야마현에서는 기노강) 유역에 위치해 야마토국과 기이국을 연결하는 교통의 요충지이자 요시노 산지의 입구로 옛날부터 중시되어 왔다.
요시노강이 시의 중앙을 분단하듯이 서쪽으로 흐른다. 곤고산과 요시노 연산에 둘러싸여 있어 시가지에서 조금 멀어지면 급한 비탈이 많아진다.

### 인접 자치체
- 나라현
  - 고세시, 요시노군 오요도정, 시모이치정, 덴카와촌, 구로타키촌, 노세가와촌, 도쓰카와촌, 가미키타야마촌
- 오사카부
  - 가와치나가노시, 미나미카와치군 지하야아카사카촌
- 와카야마현
  - 하시모토시, 이토군 고야정

## 역사
고대에는 우치군의 땅이었다. 난보쿠초 시대에 남조의 본거지인 요시노가 함락당했을 때 고무라카미 천황이 아노(현재의 고조시 니시노미야정)에 들어가 한시기 남조가 놓였다. 에도 시대에는 많은 가도와 요시노강(기노강)의 수운 교통을 통해 야마토 남쪽 통치의 중심지로 번창했다. 메이지 시대 초기에는 한때 고조현이 놓였다.
1957년 10월 15일에 고조정을 포함한 우치군 내의 2정 6촌이 합병해 성립하였다.

## 교통

### 철도
- 서일본 여객철도 와카야마선
  - (← 고세시 요시노구치역) - 기타우치역 - 고조역 - 야마토후타미역 - (하시모토시 스다역 →)

### 도로
- 게이나와 자동차도(일본어판, 중국어판)
- 국도 제24호선
- 국도 제168호선
- 국도 제309호선 (일본)(일본어판)
- 국도 제310호선 (일본)(일본어판)
- 국도 제370호선 (일본)(일본어판)

## 인구
| 연도                       | 인구   | ±%     |
| -------------------------- | ------ | ------ |
| 1950                       | 45,522 | —      |
| 1955                       | 49,416 | +8.6%  |
| 1960                       | 43,489 | −12.0% |
| 1965                       | 42,122 | −3.1%  |
| 1970                       | 41,546 | −1.4%  |
| 1975                       | 40,892 | −1.6%  |
| 1980                       | 40,089 | −2.0%  |
| 1985                       | 39,600 | −1.2%  |
| 1990                       | 39,869 | +0.7%  |
| 1995                       | 40,871 | +2.5%  |
| 2000                       | 39,928 | −2.3%  |
| 2005                       | 37,375 | −6.4%  |
| 2010                       | 34,449 | −7.8%  |
| 2015                       | 30,997 | −10.0% |
| 2020                       | 27,927 | −9.9%  |
| Gojō population statistics |        |        |

## 기후
| 고조시의 기후                                                | 고조시의 기후 | 고조시의 기후 | 고조시의 기후 | 고조시의 기후 | 고조시의 기후 | 고조시의 기후 | 고조시의 기후 | 고조시의 기후 | 고조시의 기후 | 고조시의 기후 | 고조시의 기후 | 고조시의 기후 | 고조시의 기후   |
| 월                                                           | 1월           | 2월           | 3월           | 4월           | 5월           | 6월           | 7월           | 8월           | 9월           | 10월          | 11월          | 12월          | 연간            |
| ------------------------------------------------------------ | ------------- | ------------- | ------------- | ------------- | ------------- | ------------- | ------------- | ------------- | ------------- | ------------- | ------------- | ------------- | --------------- |
| 역대 최고 기온 °C (°F)                                       | 17.8 (64.0)   | 21.6 (70.9)   | 24.6 (76.3)   | 29.2 (84.6)   | 32.6 (90.7)   | 34.7 (94.5)   | 37.3 (99.1)   | 37.8 (100.0)  | 35.4 (95.7)   | 31.5 (88.7)   | 25.4 (77.7)   | 26.8 (80.2)   | 37.8 (100.0)    |
| 일평균 최고 기온 °C (°F)                                     | 8.3 (46.9)    | 9.5 (49.1)    | 13.8 (56.8)   | 19.2 (66.6)   | 24.5 (76.1)   | 27.0 (80.6)   | 30.6 (87.1)   | 32.7 (90.9)   | 28.1 (82.6)   | 22.2 (72.0)   | 16.2 (61.2)   | 10.8 (51.4)   | 20.2 (68.4)     |
| 일일 평균 기온 °C (°F)                                       | 3.3 (37.9)    | 4.2 (39.6)    | 7.6 (45.7)    | 12.5 (54.5)   | 17.8 (64.0)   | 21.5 (70.7)   | 25.4 (77.7)   | 26.5 (79.7)   | 22.4 (72.3)   | 16.6 (61.9)   | 10.6 (51.1)   | 5.6 (42.1)    | 14.5 (58.1)     |
| 일평균 최저 기온 °C (°F)                                     | −1.2 (29.8)   | −0.7 (30.7)   | 1.6 (34.9)    | 5.9 (42.6)    | 11.3 (52.3)   | 16.8 (62.2)   | 21.3 (70.3)   | 21.7 (71.1)   | 17.9 (64.2)   | 11.8 (53.2)   | 5.5 (41.9)    | 0.9 (33.6)    | 9.4 (48.9)      |
| 역대 최저 기온 °C (°F)                                       | −6.2 (20.8)   | −7.2 (19.0)   | −4.9 (23.2)   | −3.3 (26.1)   | 0.9 (33.6)    | 7.5 (45.5)    | 15.2 (59.4)   | 13.8 (56.8)   | 9.4 (48.9)    | 2.3 (36.1)    | −1.8 (28.8)   | −5.3 (22.5)   | −7.2 (19.0)     |
| 평균 강수량 mm (인치)                                        | 58.4 (2.30)   | 79.2 (3.12)   | 104.7 (4.12)  | 96.5 (3.80)   | 119.2 (4.69)  | 177.7 (7.00)  | 215.1 (8.47)  | 126.2 (4.97)  | 167.4 (6.59)  | 171.6 (6.76)  | 72.9 (2.87)   | 64.6 (2.54)   | 1,453.5 (57.22) |
| 평균 강수일수 (≥ 1.0 mm)                                     | 7.9           | 8.5           | 10.3          | 10.3          | 9.0           | 11.9          | 12.8          | 9.1           | 10.5          | 10.3          | 7.9           | 8.9           | 117.4           |
| 평균 월간 일조시간                                           | 107.7         | 115.5         | 162.4         | 177.0         | 201.1         | 140.2         | 161.2         | 209.2         | 152.4         | 145.8         | 132.8         | 109.2         | 1,812.8         |
| 출처: 일본 기상청 (평년값: 2006년~2020년, 극값: 2005년~현재) |               |               |               |               |               |               |               |               |               |               |               |               |                 |